# Scherma alla XIII Universiade
Il torneo di scherma della XIII Universiade si è svolto a Kōbe in Giappone nel 1985.

## Podi

### Uomini
| Evento                          | Oro                | Argento          | Bronzo                                                                               |
| Fioretto individuale (dettagli) | Adam Robak         | Michael Marx     | Anvar Ibragimov                                                                      |
| Sciabola individuale (dettagli) | Sergey Mindirgasov | László Csongrádi | Vasil Etropolski                                                                     |
| Spada individuale (dettagli)    | Aleksandr Mochayev | Roberto Manzi    | Pedro Merencio                                                                       |
| Fioretto a squadre (dettagli)   | Ungheria           | Francia          | Italia Andrea Borella Stefano Cerioni Federico Cervi Andrea Cipressa Mauro Numa      |
| Sciabola a squadre (dettagli)   | Unione Sovietica   | Bulgaria         | Italia Massimo Cavaliere Gianfranco Dalla Barba Marco Marin Giovanni Scalzo Virgilio |
| Spada a squadre (dettagli)      | Unione Sovietica   | Cuba             | Italia Andrea Bermond Sandro Cuomo Angelo Mazzoni Roberto Manzi Maurizio Randazzo    |

### Donne
| Evento                          | Oro                                                                                              | Argento          | Bronzo          |
| Fioretto individuale (dettagli) | Jujie Luan                                                                                       | Olga Voshchakina | Marina Soboleva |
| Fioretto a squadre (dettagli)   | Italia Roberta Canevelli Annapia Gandolfi Anna Rita Sparaciari Lucia Traversa Margherita Zalaffi | Unione Sovietica | Germania Ovest  |